# Баграт (Галстанян)
Архиепископ Баграт (арм. Բագրատ արքեպիսկոպոս), в миру Вазген Галстанян (арм. Վազգեն Գալստանյան; род. 20 мая 1971, Ленинакан) — армянский богослов и священнослужитель Армянской апостольской церкви (ААЦ), глава Армянской епархии Канады (2003—2013) и глава Тавушской епархии (2015—н. в.). Член Верховного духовного совета ААЦ. Лидер протестов в Тавушской области в 2024 году, возглавляет народное движение «Тавуш во имя Родины». Обвиняется властями в участии в подготовке переворота.

## Биография
Родился 20 мая 1971 года в Ленинакане (сейчас Гюмри). Родители — персидские армяне из села Сангибаран, шахрестан Ферейдуншехр, остан Исфахан, Иран. В 1971 году они эмигрировали в Ленинакан, а в 1977 году переехали в Ереван.
В 1978—1988 годах Галстанян учился в школе № 156 в Ереване, в 1988—1994 годах — в Духовной семинарии Геворгян. В 1995 году с отличием окончил семинарию и защитил диссертацию, посвящённую епископу Хосрову.
В 1994 году был рукоположён в сан диакона, в 1995 году — в сан иеромонаха. В 1995—1998 годах выполнял обязанности жезлоносца Католикоса всех армян Гарегина I.
С 1996 года являлся главным редактором журнала «Эчмиадзин» — официального издания Католикосата Всех Армян. В 1996—1998 годах преподавал в Духовной семинарии Геворгян и Севанской семинарии Вазгенян.
В 1998—2000 годах обучался в Университете Лидса и Колледже Воскресения в Мерфилде, одновременно служа настоятелем армянской церкви Святой Троицы в Манчестере.
В 2000—2002 годах руководил Севанской семинарией Вазгенян. В 2002 году защитил докторскую диссертацию «Проблема миропомазания больных в Армянской церкви».
Также в 2002 году стал директором Управления печати, информации и связей с общественностью Католикосата и председателем совета директоров телеканала «Шогакат». Вёл телепрограмму «Познай Евангелие». Одновременно в 2002—2003 годах являлся викарием Арагацотнской епархии.
В 2003 году был избран главой Армянской епархии Канады и рукоположён Гарегином I в сан епископа. Получил гражданство Канады. В 2012 году он окончил Университет Конкордия, защитил диссертацию по теологии и биологической этике, посвящённую системе здравоохранения Армении, получив степень магистра в области богословия.
В 2013 году вернулся в Армению. В 2013—2015 годах был директором Управления по церковным концептуальным вопросам Католикосата.
В 2015 году Католикосом всех армян Гарегином II назначен главой Тавушской епархии. В 2017 году назначен членом Верховного духовного совета Армянской апостольской церкви — административно-совещательном органе при Католикосе всех армян.
Вёл программу «Библия в нашей жизни» на телеканале «Иджеван», а с 2021 года — программу «Видение земли обетованной» на радио. Преподает в Духовной семинарии Геворгян и в Ереванской государственной консерватории имени Комитаса.
17 февраля 2023 года Гарегином II возведён в сан архиепископа.

### Протесты в Армении в 2024 году
В 2024 году стал лидером протестов в Тавушской области против территориальных уступок Азербайджану (речь идёт о возвращении Азербайджану четырёх азербайджанских сёл Газахского района, расположенных в приграничье с Тавушской областью Армении, в ходе делимитации азербайджано-армянской границы). В мае 2024 года архиепископ Баграт потребовал отставки премьер-министра Армении Никола Пашиняна. 26 мая 2024 года армянская оппозиция выдвинула архиепископа на пост премьер-министра, его кандидатуру утвердили после консультаций с представителями политических партий, госструктур, научных и культурных кругов, а также с бизнесменами и юристами.

### Уголовное дело
26 июня 2025 года Баграт Галстанян был арестован по обвинению в подготовке насильственного захвата власти, террористического акта и организации массовых беспорядков. Спустя два дня по обвинению в публичных призывах к свержению власти был арестован архиепископ Микаэл (Аджапахян), глава Ширакской епархии, они сидят в одной камере.

## Награды
- Медаль Бриллиантового юбилея королевы Елизаветы II (2013)[1].
- Медаль «За заслуги перед Отечеством» II степени (28 декабря 2015) — за значительный вклад в организацию и проведение мероприятий, посвящённых 100-летию геноцида армян[13][1].
- Медаль «Андраник Озанян» Министерства обороны Армении[1].